# Església de Sant Bartomeu de la Quadra
Sant Bartomeu de la Quadra és una església del nucli de població del mateix nom, al terme municipal de Molins de Rei (Baix Llobregat). És una obra inclosa a l'Inventari del Patrimoni Arquitectònic de Catalunya.

## Descripció
Aquesta església fou enderrocada i cremada el 1936 i reconstruïda el 1947, intentant reproduir la primitiva. Aquesta era d'una sola nau, encapçalada per un absis romà d'Orient primitiu i amb una capella a cada costat de la nau. Al seu interior hi havia un retaule gòtic del segle xv.

## Història
Aquesta església ja apareix esmentada al segle xiii, dins el terme del Castell d'Olorda. Al segle xix formà part del municipi de Santa Creu d'Olorda, de la qual parròquia ja depenia al segle xvi.